# Das Judentum in der Musik
"Das Judenthum in der Musik" (en alemany, El judaisme en la música), (en alemany escrit "Judentum" després de la primera edició) és un assaig de Richard Wagner en què ataca els jueus en general i els compositors Giacomo Meyerbeer i Felix Mendelssohn en particular. Va ser publicat sota pseudònim al Neue Zeitschrift für Musik (NZM) de Leipzig al setembre de 1850. Fou reeditat i àmpliament difós amb indicació del nom real de l'autor l'any 1869. És considerat una important fita en l'evolució de l'antisemitisme alemany que va culminar del 1940 amb la publicació per les nazis de la llista negra Lèxic dels jueus en la música.

## L'article original de 1850
La primera versió de l'article va aparèixer al NZM sota el pseudònim de K. Freigedank ("K. Lliurepensador"). En una carta a Franz Liszt a l'abril de 1851, Wagner posava com a excusa per la utilització de pseudònim «evitar que per part dels jueus es plantege la qüestió a un nivell estrictament personal». En aquella època, Wagner vivia exiliat a Zúric, arran de la seua participació en la Revolució de 1849 a Dresden. L'article va ser continuació d'una sèrie d'assajos publicats al NZM pel seu deixeble Theodor Uhlig, en els quals atacava l'òpera Le Prophète de Meyerbeer. Wagner estava especialment molest amb l'èxit que Le Prophète va tenir a París, tot i que inicialment havia estat un servil admirador de l'obra de Meyerbeer i malgrat el fet que aquest li havia prestat suport financer i havia usat les seues influències per possibilitat l'estrena de la primerenca Rienzi, de Wagner, a Dresden l'any 1841, el que suposà el primer èxit de la seua carrera.
La mort de Mendelssohn l'any 1847 va ser un altre factor que atià l'article de Wagner, el qual sentia que l'estil conservador de Mendelssohn havia anquilosat el potencial de la música alemanya. Tot i que fins llavors Wagner no havia mostrat pràcticament cap signe de prejudicis anti-jueus (malgrat les afirmacions en sentit contrari de Rose al seu llibre Wagner, Race and Revolution (1992), i d'altres), estava determinat a explotar els articles d'Uhlig i amollar una andanada en contra dels seus enemics artístics, tot inserint-la en un substrat de judeofòbia populista. Wagner indica que ha escrit aquesta obra «per explicar la involuntària repelència que ens produeix la naturalesa i personalitat dels jueus, amb l'objecte de reivindicar que cal reconèixer que aquesta repugnància instintiva és més forta i aclaparadora que el zel voluntari que podem posar per desempallegar-nos-en».
Manté que els jueus són incapaços de parlar les llengües europees adequadament i que la seua parla és com «un xafardeig intolerablement confús», com «grinyols, cruixits, brunzits, ploriquejos», incapaços de d'expressar la vertadera passió. Això, diu, els impedeix qualsevol possibilitat de crear cançons o música. També manifesta que «tot i que les peculiaritats de la manera de parlar i de cantar afloren clarament en els jueus comuns, que s'han mantingut fidels a les tradicions de llurs pares, i encara que els jueus educats lluiten per desempallegar-se'n, cal dir que tot i així continuen mostrant una obstinació impertinent en adherir-s'hi». Hi ha poca novetat en aquestes idees, en gran manera emprades de les teories del llenguatge dels filòsofs francesos del segle xviii. També desenvolupen idees preliminars del mateix Wagner, vessades en el seu primerenc assaig L'Art del futur, en el sentit que aquells que es troben fora del Volk (poble) són enemics de l'Art vertader.
La música de compositors com Mendelssohn, a la qual Wagner destina lloances enverinades, és «superficialment dolça i dringadissa». Meyerbeer, qui encara era viu en el moment de la publicació, és salvatgement atacat per la seua música (i pel fet que el públic l'idolatrara) però sense esmentar-lo expressament. L'assaig està amerat de l'agressivitat típica de la majoria de les publicacions judeofòbiques dels segles recents. No obstant això, Wagner hi introdueix una nova i impactant imatge que seria emprada posteriorment per molts escriptors anti-semítics: «Mentre l'art musical en si mateix va gaudir de vitalitat orgànica […] no s'hi podia trobar cap compositor jueu.... Només quan en l'interior del cos es manifesta la mort, poden els elements estranys envair-lo i buscar-hi llur cau—però només amb l'objectiu de destruir-lo. Llavors és quan la carn d'aquest cos es dissol en un eixam d'insectes: però qui, observant aquell cos, podria dir que encara és viu?»
Wagner fa una intricada justificació dels poetes jueus Heinrich Heine i Ludwig Börne, tot dient del primer que esdevingué poeta només perquè la cultura alemanya havia perdut la seua autenticitat. Per tant, podia ésser representada per un jueu, el qual assumí des de la seua naturalesa la falta d'autenticitat cultural i també va condemnar-ne la corrupció. En aquest sentit, va ser la «consciència del judaisme», igual que el judaisme és «la mala consciència de la civilització moderna». Passa després a referir-se a Börne, un escriptor i periodista jueu que es va convertir al cristianisme. Wagner fa una crida als jueus perquè seguisquen l'exemple de Börne, per ajudar a «redimir» la cultura alemanya amb l'abandó del judaisme.
| « | Sense mirar mai enere, preneu part en aquesta tasca regenerativa d'alliberament a través de l'autoanul·lació; siguem llavors una unitat! Però penseu que només una cosa pot redimir-vos de la vostra maledicció; la redempció d'Assuer — Sacrifiqueu-vos! | » |

En la versió original de 1850, en lloc de l'expressió «autoanul·lació», Wagner va emprar «la lluita sagnant de l'autoaniquilació» - tot mostrant una visió encara més agressiva, que potser era massa explícita per ser usada pel personatge popular i àmpliament reconegut que havia esdevingut Wagner cap a l'any 1868.

## Acollida de l'article de 1850
Cal tenir en compte que NZM gaudia d'una difusió molt restringida —només, en estimació de J-M Fischer, de 1.200 exemplars aproximadament. De fet, l'única resposta fou una queixa al director de NZM tramesa per Ignaz Moscheles, antic amic de Mendelssohn, i altres professors del Conservatori de Leipzig. Fischer no ha trobat cap altra resposta d'importància. L'article, que Wagner suposava que anava a causar sensació i que li proporcionaria alguns diners com a periodista, es va enfonsar com una pedra en l'aigua. Quasi totes les persones de l'entorn de Wagner, incloent-hi Liszt, es van sentir afrontades per l'article i van pensar que es tractava d'opinions de caràcter transitori (cosa que no n'eren) o una mera revenja (cosa que sí que n'era, almenys en part).

## 1850–1869
En la seua obra teòrica més important, Oper und Drama (1852), Wagner va fer objeccions similars sobre Meyerbeer. Però per altra banda, tot i que les cartes personals de Wagner contenen ocasionals pulles als jueus i al judaisme, no hi ha cap prova que en aquests anys es mostrara disposat a tornar a l'atac o a reviscolar aquell article inicialment anònim. No obstant això, l'any 1868, en el seu diari (conegut com el "llibre marró") apareixen les ominoses paraules "Consider Judentum." No és clar que va provocar això. Entre els factors que hi pogueren contribuir hi ha la mort del seu "enemic" Meyerbeer l'any 1864, la relativa seguretat que gaudia sota la protecció del rei de Baviera i la seua creixent autoconfiança ara que el cicle de L'anell estava encarrilat i que havia completat les òperesTristany i Isolda i Els mestres cantaires de Nuremberg. Una intrigant possibilitat és que, en haver rebut la correspondència de sa mare l'any 1868 (que ràpidament va cremar), tramesa per la seua germana, va descobrir que el seu pare biològic era l'actor i músic Ludwig Geyer, i va poder témer que Geyer fóra jueu (en realitat no ho era) i, per tant, ell mateix també ho seria. També va poder ser influït per les idees de la seua muller Còsima, la qual encara era més antisemita que ell.

## La versió de 1869 i els escrits posteriors
Per raons que es desconeixen, Wagner va tornar a publicar l'assaig l'any 1869, amb una addenda d'una longitud semblant a la del text, i amb el seu nom. La primera part va ser impresa com l'any 1850, amb algunes notes al peu. Amb certa falta de confiança en la frenètica tasca inicial, la segona i nova part intenta contextualitzar els sentiments anti-jueus de Wagner en el panorama polític alemany de la segona meitat del segle xix, sense deixar de menysprear els difunts Mendelssohn i Meyerbeer i amb referències a altres musics ja morts, incloent-hi Schumann, a qui considera de la seua banda. També va atacar el crític Eduard Hanslick, de qui va dir que era d'ascendència jueva, fet que el mateix Hanslick va tractar de desmentir.
De nou, els seguidors de Wagner es van desesperar amb la provocació. Fins i tot Còsima dubtava que fóra una acció intel·ligent. En aquests moments, Wagner era una personalitat reconeguda, i la reedició va provocar nombroses rèpliques, entre les quals cal esmentar la de Joseph Engel, "Richard Wagner, El judaisme en la música, una defensa" ("Richard Wagner, das Judentum in Musik, eine Abwehr"); la d'E. M. Oettinger, "Una carta oberta d'amor a Richard Wagner" ("Offenes Billetdoux an Richard Wagner", Dresden, 1869) i la d'A. Truhart, "Carta oberta a Richard Wagner" ("Offener Brief an Richard Wagner" Sant Petersburg, 1869).
Tot i això, l'esvalot que va provocar la publicació no va passar d'una tempesta en una tassa de té. En termes de difusió dels sentiments anti-jueus de Wagner, serien molt més decisius els nombrosos assajos i articles periodístics que va escriure entre 1869 i 1883, any de la seua mort, en els quals directament o indirecta va criticar persones jueves concretes o la comunitat jueva en el seu conjunt. Aquests treballs van coincidir amb el creixement de l'antisemitisme—en el sentit del moviment organitzat que volia abolir els drets que els jueus havien anat guanyant al llarg del segle xix, i particularment arran de la unificació alemanya de 1870—com a força d'importància política a Alemanya i Àustria. De fet, els líders antisemites van acostar-se a Wagner per reclamar el seu suport, i tot i que ell mai no va confirmar-lo de manera oficial, tampoc va fer res per apartar-se de les seues propostes polítiques.

## Wagner i els jueus
Malgrat els seus atacs a la influència jueva en la música, i fins i tot als seus atacs contra persones jueves en concret, Wagner va tenir nombrosos amics i admiradors jueus, àdhuc durant els últims anys de la seua vida. Entre ells cal destacar el seu director d'orquestra preferit, Hermann Levi, els pianistes Carl Tausig i Joseph Rubinstein, l'escriptor Heinrich Porges i molts altres. En la seua autobiografia, escrita entre 1865 i 1870, va declarar que la seua relació amb el jueu Samuel Lehrs, a qui va conèixer a París a les primeries de la dècada del 1840, fou «una de les més belles amistats de la meua v»ida. Queden, per tant, elements enigmàtics, potser oportunistes, en l'actitud personal de Wagner respecte dels jueus.
La notorietat que va assolir a Alemanya l'actitud de Wagner envers els jueus és palesa en la novel·la Effi Briest (1895) de Theodor Fontane. El marit d'Effi, Baró von Instetten li demana que toque alguna cosa de Wagner, per l'opinió del compositor sobre la "qüestió jueva".

## Acollida recent
"Das Judentum" fou un problema per als primers wagnerians i rarament fou imprès durant els primers anys del segle xx, a excepció de la inclusió com a part de les obres completes de l'autor. Fischer no ha trobat comentaris crítics significatius sobre el text. Abans del període nazi només n'hi havia una reedició, feta a Weimar l'any 1914. Per tant, és bastant improbable que fóra llegit per Hitler o d'altres alts caps nazis durant el desenvolupament del seu moviment (o després), i no hi ha cap prova que fóra així. Durant el període nazi hi va haver dues edicions: a Berlín l'any 1934 i a Leipzig el 1939. Cap de les dues sembla haver estat d'un gran nombre d'exemplars.
"Das Judentum" no apareix citada pels primers estudiosos del nazisme, de la dècada del 1950, com ara Hannah Arendt. L'interès en l'obra sembla que va reviscolar en la dècada del 1960, amb la nova consciència de l'Holocaust que va provocar el judici d'Eichmann. En aquest context, hi ha qui va considerar el consell de Wagner als jueus de «sacrificar-se com Assuer» com una crida al seu extermini, tal com va planejar el règim nazi; però no hi ha cap justificació per a aquesta asseveració. De fet, l'Assuer a qui Wagner sembIa referir-se era un personatge d'una obra de teatre ( 'Halle und Jerusalem' ) d'Achim von Arnim, un "bon" jueu que voluntàriament se sacrifica a si mateix per salvar a altres personatges del foc. L'afirmació de Wagner pot no significar més que "els jueus han de sacrificar la seua identitat pel bé comú"; la interpretació de les seues paraules com un desig d'aniquilació mai no li va ser atribuïda abans de la política nazi d'extermini. El fet que els nazis s'apropiaren deliberadament de l'obra de Wagner amb fins propagandístics no implica que els escrits de Wagner hagen de ser interpretats només en el context de la política nazi. Wagner va morir cinc anys abans del naixement de Hitler l'any 1889.
L'assaig es va ometre en l'edició "completa" de 1983 de la prosa de Wagner, en el centenari de la seua mort, perquè era percebut com a relacionat amb l'antisemitisme nazi. L'any 2000 Jens-Malte Fischer va preparar-ne un edició crítica, amb materials nous i comentaris contemporanis.
Alguns escriptors (per exemple Bryan Magee) han volgut fer una defensa de l'originalitat del pensament de Wagner a "Das Judentum", reconeixent-ne la malevolència. No obstant, un estudi complet del contingut de "Das Judentum" parla en contra d'aquests arguments. Encara que potser seria idequat presentar "Das Judentum" en si mateix com una important fita de l'antisemitisme alemany, no es pot dir el mateix de les actituds de Wagner envers els jueus en general. Els seus darrers escrits, publicats quan ja era una personalitat influent, sovint contenen agressius comentaris anti-jueus, tot i que alhora el compositor fóra capaç de mantenir un cercle d'amics i admiradors jueus.
Adolf Hitler es declarava admirador de la música de Wagner i s'ha dit que va arribar a dir que «Hi ha un únic predecessor legítim del nacional-socialisme: Wagner». La música de Wagner seria interpretada amb freqüència als mítings nazis (com la música de Beethoven, també considerada "apropiada"). La nora pòstuma de Wagner, Winifred Wagner, fou una admiradora d'Adolf Hitler i dirigí el Festival de Bayreuth entre la mort del seu marit, Siegfried, l'any 1930 i el final de la Segona Guerra Mundial, quan hi fou despatxada. Durant el període nazi, freqüentment es va requerir l'assistència de l'alta jerarquia del règim a les interpretacions de les òperes de Wagner (encara que no sempre la resposta fou entusiàstica). D'aquesta manera, als alemanys de l'era nazi, encara que no saberen res de música i no conegueren els escrits de Wagner, se'ls va presentar la figura del compositor com la clara imatge del gran alemany antisemita.
A causa de tots aquests factors, i per consens, la música de Wagner no va ser interpretada al modern estat d'Israel durant el segle xx. Recentment molts israelians han discutit que és compatible gaudir de la música de Wagner sense que això implique acceptar les seues conviccions polítiques i socials. L'any 2001 va haver-hi una interpretació pública del preludi de Tristany i Isolda a Tel-Aviv, dirigit per Daniel Barenboim com a obra extra al programa. La interpretació va suscitar sentiments enfrontats entre el públic, entre el delit i la còlera.